# Dubińska Ferma
Dubińska Ferma – przysiółek wsi Nowosady w Polsce, położony w województwie podlaskim, w powiecie hajnowskim, w gminie Hajnówka. 
W XVIII wieku funkcjonowały tu gorzelnia oraz browar. 
W latach 1975–1998 przysiółek administracyjnie należał do województwa białostockiego. 
Dubińska Ferma leży na miejscu dawnego folwarku Dubiny, którym prawdopodobnie zarządzał Klimański.
Według stanu z 31 grudnia 2012 mieszkało tu 8 stałych mieszkańców.
Prawosławni mieszkańcy wsi należą do parafii Zaśnięcia Najświętszej Maryi Panny w Dubinach, a wierni kościoła rzymskokatolickiego do parafii Podwyższenia Krzyża Świętego i św. Stanisława, Biskupa i Męczennika w Hajnówce.